# 증인 (2019년 영화)
"증인"은 2019년 2월 13일에 개봉한 대한민국의 영화이다. 이한 감독의 연출 작품으로 정우성이 주인공 변호사 양순호 역을, 김향기가 자폐 증세가 있는 증인 임지우 역을 맡았다. 이 밖에 이규형, 염혜란, 장영남, 정원중 등이 출연하였다. 롯데 엔터테인먼트의 배급 작품이다.

## 줄거리
이야기는 변호사와 자폐 학생의 관계를 따른다. 아버지의 빚을 갚아야 하는 변호사 순호. 어느 날 그는 고용주를 살해한 혐의로 기소된 가정부 미란이라는 살인 사건을 다루기 위해 약혼한다. 미란은 고용주가 자신의 방에서 숨진 채 발견했다고 주장했다. 이 사건의 유일한 목격자는 자폐증이 있는 고등학생 지우. 순호는 지우가 증인으로 출석하도록 설득하기 위해 그녀를 만나기로 하고 그녀의 증언이 거짓임을 증명하기 위해 그녀와 친구가 된다.

## 등장인물
- 양순호(정우성)

주인공 변호사. 과거 민권운동 전문 변호사였으나 현재는 광화문 소재 대형 로펌 '리앤유'에서 권력지향적 변호인단에 소속되어 있으며 자신의 달라진 위치에 회의감을 계속 느끼고 있다. 그를 로펌 이미지 쇄신의 카드로 쓰기 위한 상사의 권유로 가정부 살인 사건 변호를 맡게 되고, 유일한 목격 증인 임지우와 만난다.
- 임지우(김향기)

맞은편 집에서 일어난 가정부의 집주인 살인 사건을 목격한다. 자폐증을 가지고있으며 그녀와의 소통은 어렵지만 일반 학교에 다니고 있다. 사진 같은 기억력과 지능을 갖고 있다.
- 이희중(이규형)

가정부 살인 사건의 담당 검사. 베테랑인 양순호 변호사에 비해 경력이 짧은 신인이지만, 동생이 자폐증을 앓고 있어 자폐증 환자에 대한 이해도이 높고 그 덕분에 증인 임지우와 원만하게 소통할 수 있었다.
- 오미란(염혜란)

가정부 살인 사건의 피고인인 피해자 김은태 집의 가정부. 비닐 봉투를 뒤집어 쓰고 죽은 김은태 노인을 죽인 살인범으로 몰렸다. 양순호 변호사에게 크게 의지하고 있다.
- 이병우(정원중)

## 캐스팅
- 정우성 : 양순호 역
- 김향기 : 임지우 역
- 이규형 : 이희중 역
- 염혜란 : 오미란 역
- 장영남 : 장현정 역
- 정원중 : 이병우 역
- 김종수 : 김만호 역
- 김학선 : 1심 재판장 역
- 박찬영 : 2심 재판장 역
- 이채은 : 정연 역
- 김승윤 : 신혜 역
- 최종률 : 김은택 역
- 박근형 : 순호 부 역 (특별출연)
- 송윤아 : 김수인 역 (특별출연)
- 이준혁 : 이윤재 역 (특별출연)
- 이레 : 경희 역 (특별출연)

- 김형묵 : 유재홍 역
- 김범석 : 문신남 역
- 이서환 : 중개업자 역
- 추귀정 : 여자의사 역
- 염지영 : 고등학교 담임선생님 역
- 서광재 : 어린이병원 이사장 역
- 문승배 : 스위트룸 변호사 역
- 안성봉 : 법정경위 역
- 김규인 : 속기사 역
- 조한나 : 간호사 역
- 오창경 : 지우 부 역
- 김호연 : 포장마차 주인 역
- 정도원 : 만호 비서 이은샘 역
- 지우 : 괴롭히는 여고생 1 역
- 김정연 : 지우 괴롭히는 여고생 2 역
- 박은우 : 지우 괴롭히는 여고생 3 역
- 박주은 : 축구소년 대장 역
- 남상지 : 웃는 여자 변호사 역
- 이서준 : 로펌 직원 1 역
- 신혜정 : 로펌 직원 2 역
- 정승욱 : 화장실 놀라는 남자 역
- 권혁준 : 지우 생일파티 아이 1 역
- 한윤지 : 지우 생일파티 아이 2 역
- 송우용 : 카메라맨 역
- 이민정 : 스위트룸 파티녀 1 역
- 권정은 : 스위트룸 파티녀 2 역
- 고민지 : 스위트룸 파티녀 3 역
- 이영아 : 스위트룸 파티녀 4 역
- 이준형 : 스위트룸 파티 문지기 1 역
- 장효석 : 스위트룸 파티 문지기 2 역
- 박세정 : 스위트룸 파티 변호사 1 역
- 김바비 : 스위트룸 파티 변호사 2 역
- 김인규 : 스위트룸 파티 변호사 3 역
- 신치영 : 스위트룸 파티 변호사 4 역
- 김승욱 : 스위트룸 파티 변호사 5 역
- 김태현 : 스위트룸 파티 변호사 6 역
- 박준호 : 스위트룸 파티 변호사 7 역
- 이승헌 : 스위트룸 파티 변호사 8 역
- 조성재 : 스위트룸 파티 변호사 9 역
- 강은수 : 스위트룸 파티 변호사 10 역
- 박재환 : 1심 배심원 1 역
- 채치웅 : 1심 배심원 2 역
- 최문익 : 1심 배심원 3 역
- 박윤근 : 1심 배심원 4 역
- 김소연 : 1심 배심원 5 역
- 장선아 : 1심 배심원 6 역
- 강민지 : 1심 배심원 7 역
- 최은영 : 1심 배심원 8 역
- 이석환 : 2심 배심원 1 역
- 이동훈 : 2심 배심원 2 역
- 박창화 : 2심 배심원 3 역
- 손제형 : 2심 배심원 4 역
- 남혜진 : 2심 배심원 5 역
- 심은정 : 2심 배심원 6 역
- 김미진 : 2심 배심원 7 역
- 김수경 : 2심 배심원 8 역
- 윤정환 : 1심 배석판사 1 역
- 표예리 : 1심 배석판사 2 역
- 김홍식 : 2심 배석판사 1 역
- 곽나현 : 2심 배석판사 2 역
- 장부익 : 1심 법정경위 역
- 정영록 : 2심 법정경위 역
- 정명훈 : 1심 동료검사 역
- 김준원 : 2심 검사 1 역
- 김경훈 : 2심 검사 2 역
- 이슬이 : 여자기자 역
- 김난영 : 뉴스앵커 역
- 엄주원 : 뉴스 박진성 기자 역
- 박미정 : 뉴스 이진영 기자 역
- 이종익 : 야구 캐스터 역
- 정경현 : 야구 해설 역
- 도현 : 이병우 비서 역
- 배내희 : 순호 모 역
- 조복휘 : 은택아내 역
- 오재세 : 구치소 시위남 역
- 한재경 : 남자의사 역
- 강지현 : 순호 소개팅 사진녀 역

## 흥행 정보
최종 관객수는 253만명에 그쳤다. 그러나 손익분기점은 넘겼다.

## 수상 경력
- 2019년 제55회 백상예술대상 영화부문 대상 - 정우성
- 2019년 제39회 황금촬영상 감독상 - 이한
- 2019년 제39회 황금촬영상 연기대상 - 정우성
- 2019년 제39회 황금촬영상 최우수 여우주연상 - 김향기
- 2019년 제39회 한국영화평론가협회상 여우주연상 - 김향기
- 2019년 제40회 청룡영화상 남우주연상 - 정우성
- 2019년 제27회 대한민국 문화연예대상 영화부문 여자 최우수연기상 - 김향기
- 2019년 제6회 한국영화제작가협회상 남우주연상 - 정우성

## 같이 보기
- 2019년 대한민국의 영화 목록